# Charles Renouvier
Pour les articles homonymes, voir Renouvier.
Charles Bernard Renouvier, né le 1er janvier 1815 à Montpellier et mort le 1er septembre 1903 à Prades, est un philosophe français, connu pour avoir créé le terme « uchronie », et fondé le néo-criticisme : école qui proposait une synthèse du kantisme, du positivisme et du spiritualisme.

## Biographie

### Famille
Son père, Jean Antoine Renouvier, était député de l'Hérault sous le règne de Charles X. Appartenant à l'opposition, il protesta contre les ordonnances de juillet 1830. Son frère Jules fut également député de l'Hérault.

### Études
Il entra à l'École polytechnique en 1834, en sortit en 1836 et renonça aux fonctions publiques. De l'étude des sciences mathématiques, il passa à celle de la philosophie, à laquelle il resta constamment fidèle. Il engagera un dialogue amical et formateur avec Jules Lequier, dont il publiera, de manière posthume, l'œuvre qui cherchait à concilier la toute-puissance de Dieu et l'absolue liberté des hommes. Il débuta dans la carrière philosophique en prenant part au concours ouvert par l'Académie des sciences morales et politiques sur l'histoire critique du cartésianisme. Le travail qu'il présenta à l'Académie à cette occasion et qui obtint une mention honorable, parut en 1842, avec d'importantes additions, sous le titre de Manuel de philosophie moderne.
Cet ouvrage, écrit alors qu'il n'était encore qu'un étudiant en philosophie, expose des idées, des conceptions, des visions, qu'il abandonna en grande partie plus tard. Il connaissait bien les systèmes, les analysait avec soin, les présentait avec exactitude et avec des résumés substantiels, voyait la portée des solutions proposées, mais se laissait dominer par elles et, n'ayant pas la force de prendre parti, s'ingéniait à les accorder entre elles.

### Écrits

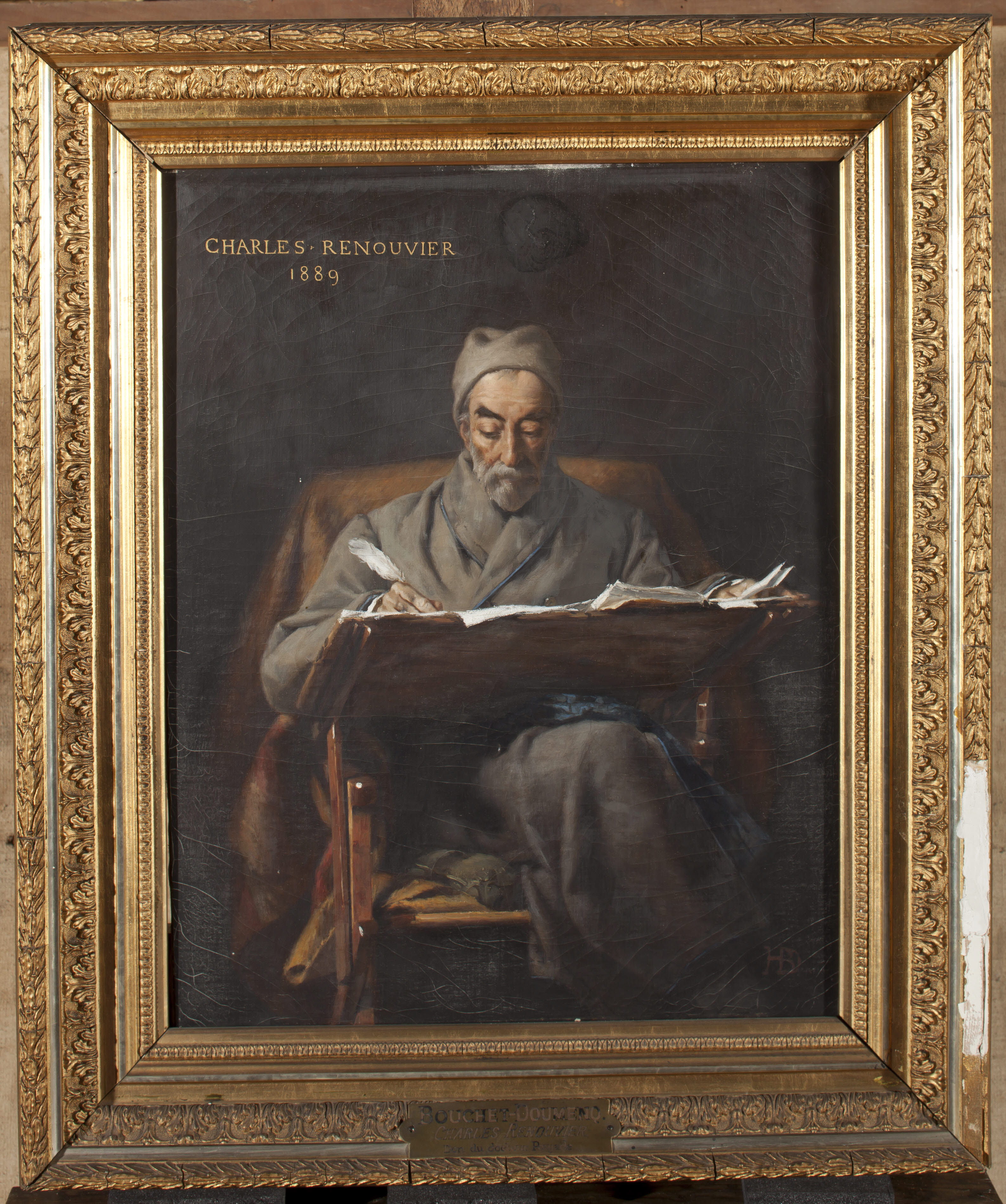
Portrait de Charles Renouvier par Henri Bouchet-Doumenq, dont le père est un ami du philosophe.

En 1842, il a publié un Manuel de philosophie ancienne qui, avec le précédent, formait à l'époque une histoire presque complète de la philosophie. Ces deux manuels, trois volumes très compacts, riches de matières, fruit de vastes lectures, sont remarquables surtout en ce qu'ils montrent les rapports des doctrines philosophiques de chaque époque avec l'état des sciences et contiennent par là même une histoire du mouvement et des doctrines scientifiques.
En même temps qu'il écrivait ses Manuels, il fournissait des articles à L'Encyclopédie nouvelle, fondée et dirigée par Pierre Leroux et Jean Reynaud. Les articles Descartes, Euler, Fatalisme, Fermat, Fichte, Ficin, Force, Panthéisme et Philosophie sont de sa main. Ce dernier article est un travail étendu qui pourrait former un volume ; il a certainement été écrit après les Manuels, car il marque comme une phase intermédiaire dans l'histoire de sa pensée. Il n'y arrive pas encore à nier la conciliation de l'infini et du fini et, en général, des antinomies. Mais il déclare, comme Hamilton, que l'union de l'infini et du fini en Dieu échappe à notre connaissance, et que le Dieu de la métaphysique dépasse l'usage analytique ou catégorique de la pensée. « Il conviendra, dans la limite des spéculations sur Dieu qui nous demeureront permises, que nous remplacions l'idée rigoureuse de l'infini par celle de l'indéfini. Celle-ci ne se soustrait point comme l'autre à l'imagination et à la pensée ; au contraire, elle les étend sur un champ toujours plus vaste sans que jamais leur objet soit perdu pour elle. » Ainsi, selon lui, on ne peut envisager en Dieu que les attributs anthropomorphiques et moraux, ceux qui se rapportent à nous ; les attributs métaphysiques sont inaccessibles à la pensée, au-dessus de la raison. Plus tard, il niera carrément ces attributs métaphysiques comme contraires à la raison ; il repoussera formellement l'idée de l'infini de nombre, de temps et d'espace, non seulement comme inaccessible, mais comme contradictoire.
Après la révolution de 1848, il fit paraître, sous les auspices du ministre de l'instruction publique Carnot, un opuscule de morale politique et sociale intitulé Manuel républicain de l'homme et du citoyen. Cette brochure, qui contient quelques propositions socialistes, fut dénoncée à l'Assemblée constituante, et l'approbation officielle qu'elle avait reçue fut la cause ou l'occasion de la chute du ministre. Il y propose les mesures suivantes :
1. la République doit abolir graduellement l'intérêt des capitaux au moyen d'institutions de crédit ;
2. le commerce (administration générale de l'échange) peut et doit être successivement retiré des mains des individus et concentré sous la direction de la République ;
3. l'impôt progressif doit être le véritable impôt républicain aussi longtemps qu'il y aura de grands revenus dans l'État et que la propriété ne sera pas très divisée : c'est un moyen de transition du régime de l'inégalité à celui de l'égalité.

La première de ces propositions est proudhonienne ; la seconde paraît inspirée par la critique fouriériste du commerce ; la troisième exprime une idée qui était, en 1848, très répandue dans la fraction avancée du parti républicain.
En 1851, il rédigea, avec plusieurs républicains avancés, parmi lesquels Frédéric Charrassin, Charles Fauvety, Adolphe Louis Chouippe, Alexandre Erdan, un projet d'Organisation communale et centrale de la république, qui parut en dix livraisons. L'idée maîtresse de cet ouvrage, l'idée du gouvernement direct, de la législation directe, inspirée par le débat lancé par Rittinghausen, a pu être jugée utopique et dangereuse, en ce qu'elle discréditerait le régime représentatif et ferait, contre l'intention des auteurs, les affaires du césarisme. Il s'y trouve aussi d'autres idées de réforme institutionnelle, notamment celle du canton adopté comme élément de l'unité administrative et politique de la nation et choisi pour constituer la vraie commune française. Charles Renouvier, à travers ses convictions spiritualistes et libérales ainsi que son engagement politique et son militantisme, a contribué à alimenter les controverses par une politique de sécularisation découlant d'un phénomène social de la présence de lieux de cultes dans la sphère publique, non pas le défenseur d'un sécularisme purement idéologique qui a pour vocation l'éradication des religions. En revanche, il n'est pas agnostique, il émet des opinions clairement prononcées sur le rapport entre les religions établies qui sont à l'origine d'une identité nationale et l'État, en définitive, la redéfinition du pouvoir de l'État à l'égard du pouvoir spirituel. Ces travaux donneront naissance à une question d'ordre sociétale marquante : La limitation de la présence du pouvoir religieux au sein de l'État pour la sauvegarde des droits et des libertés individuelles.
Après le coup d'État du 2 décembre, auquel il s'était opposé de toutes ses forces, il s’est consacré exclusivement à la philosophie en commençant à jeter les bases de ce qu'il a appelé la réforme du kantisme. Collaborant à la Revue philosophique dirigée par Fauvety, il y a publié le commencement d'un roman philosophique intitulé Uchronie, qui ne sera achevé qu’en 1876. Ce néologisme, uchronie, autrement dit « utopie dans l'Histoire », qu'il venait d'inventer, est devenu depuis un nom commun désignant un genre littéraire exploitant ce principe. Puis il fit paraître successivement ses Essais de critique générale, le premier en 1854, le second en 1859, le troisième et le quatrième en 1864.

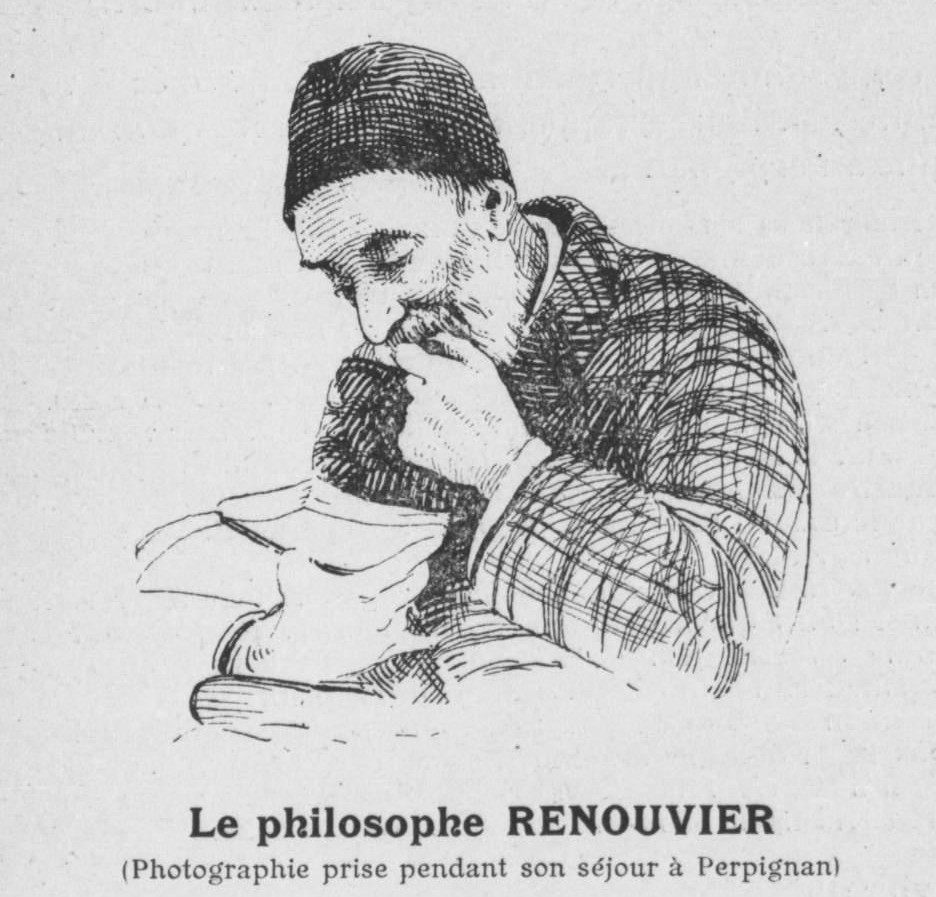
Charles Renouvier à Perpignan vers 1885.

Autour de ses soixante-dix ans, esseulé et presque sourd, il part s'installer dans les Pyrénées-Orientales, d'abord à Perpignan, près de son disciple Louis Prat, professeur au collège de Perpignan, puis à Prades, où il meurt en 1903.

## Pensée
Il admet avec Kant que « notre connaissance ne dépasse pas les phénomènes » Elle est le résultat de notre raison dans la recherche du savoir. Toute existence qu'on imagine dans une autre sphère que celle de l'expérience sensible est à ses yeux une pure chimère. Des choses existant en elles-mêmes, hors des relations que nos sens nous font connaître, des substances telles que les conçoivent ou croient les concevoir la plupart des métaphysiciens, telles qu'ils imaginent Dieu et les âmes, ne sont que de vaines idoles, et la métaphysique n'est, selon lui, qu'idéologie. Dans la conception de quelque chose de parfait, de complet, d'un infini, d'une unité pure, d'une intelligence qui se considère elle-même et même d'un ordre et d'une science universelle, il ne voit rien que de contradictoire et d'absurde. Juste une conception purement morale de la philosophie, la poursuite d'un absolu, quel qu'il soit, ne conduit, selon lui, qu'à un abîme d'erreurs ou plutôt de non-sens. Ces idées sont les mêmes qu'énumérèrent dans des termes peu différents, si ce ne sont les mêmes, Hamilton, Auguste Comte, Littré, Alexander Bain, Stuart Mill, Taine et tous ceux qui s'opposèrent à la métaphysique.
Il n'adhère pourtant pas à la doctrine positiviste : il lui reproche son sensualisme, qui lui paraît grossier et démontré nulle part. C'est être arriéré, à son avis, que de ne tenir aucun compte de ce que Kant a acquis à la science, à savoir que le sensible n'est dans les phénomènes, dans ce qui nous apparaît, qu'un élément, et qu'il y en a un autre sans lequel il ne saurait apparaître, et qui consiste dans les formes sous lesquelles nous le saisissons et qui sont de notre fait, ces manières de comprendre que Kant, après Aristote, nomma les catégories. Le positivisme, comme les doctrines matérialistes en général, prend les phénomènes en dehors de notre conscience, comme se suffisant par eux-mêmes, et sans considérer aucunement ce que nous leur donnons de forme et d'unité. Avec Kant, Renouvier remarque, au contraire, que le phénomène n'est ce qu'il est pour nous que dans la représentation que nous nous en faisons.
Il reprend, après Kant encore, la tâche difficile d'énumérer et de classer les catégories. Tout étant, à son avis, relatif dans la représentation, il met au premier rang, comme dominant toutes les autres catégories, la catégorie de la relation ; il place ensuite celle du nombre, de l'étendue, du temps et de la qualité, qui déterminent les caractères sous lesquels se présentent dans notre expérience les relations phénoménales ; enfin, celles que les positivistes et que Kant lui-même prétendent éliminer ou réduire aux premières, les idées de cause, de fin et celle de personnalité, qui les implique l'une et l'autre. Nous ne pouvons en effet, affirmait-il, concevoir qu'une cause détermine un mouvement sans concevoir qu'elle se propose une fin ; et se proposer une fin, ou vouloir, n'appartient qu'à ce qui, comme nous, dit ou peut dire moi, et c'est ce qu'on appelle une personne.
En étudiant le moi, la personne de plus près, objet du second de ses Essais, Renouvier y reconnaît pour le trait caractéristique essentiel, dominateur, la liberté. La liberté, pour lui, est le fond de l'homme ; elle n'est pas seulement le principe de nos actions, elle est celui même de nos convictions. Renouvier a hérité de cette conception de la liberté en tant que première vérité de celui qu'il considérait comme son maître : le philosophe Jules Lequier (1814-1862) avec qui il s'est lié d'amitié à l'École Polytechnique. L'évidence pour Descartes est le fondement de toute certitude ; l'évidence, selon Renouvier, n'appartient qu'à la perception des simples phénomènes. Pour tout le reste, être certain, selon lui, se réduit à croire ; et ce qui est le fondement de la croyance, c'est, parmi tous les désirs, le choix libre. Ce dont nous sommes certains, c'est, au fond, ce que nous approuvons comme conforme à notre destination morale, et cette approbation est acte de liberté.
Il appliqua cette thèse de la liberté aux faits historiques et sociaux. Pourtant, malgré son affirmation du libre arbitre et donc de la reconnaissance de la responsabilité, il fut un adversaire irréductible de la peine de mort, synonyme, selon lui, de barbarie. Vers la fin de sa vie, les questions religieuses le préoccupèrent davantage. D'origine protestante et toujours farouchement anticatholique, il retourna à la méthode dogmatique, considérant Dieu comme une donnée première et établissant une sorte de personnalisme. Pourtant il resta jusqu'à sa mort un farouche défenseur de la laïcité. Sa célèbre citation de 1876 met en exergue l'idée d'un État laïc, « L'État doit posséder une morale indépendante de toutes religions » et « un pouvoir spirituel ». C'est par cette pensée qu'il expose le rôle de l'État à l'égard de la résurgence des religions dans le combat qu'il a mené et qui a pris une connotation essentiellement politique. Pour ce penseur libéral du XIXe siècle, l'État doit promouvoir le libre exercice cultuel par la défense de valeurs religieuses et non religieuses. Un libre consensus entre toutes les composantes de la société française qui garantit la sauvegarde des libertés pour chacun qui promeut la sauvegarde des droits (cf. son petit ouvrage Petit traité de morale à l'usage des Écoles Primaires laïques).
Dans le champ de la philosophie politique et morale, Renouvier chercha à conjuguer la légitimité d’un double héritage intellectuel : d’une part, celui des droits individuels lié à l’épanouissement du libéralisme et, d’autre part, celui « garantiste » associé aux protections par lesquelles le courant socialiste cherchait à répondre à la précarité de la « condition ouvrière ». Pour lui, il était erroné de refuser la « nécessaire corrélation » de l’individu et du « corps social ». Si dès 1879, il proposa de caractériser sa démarche par la notion de « socialisme libéral », c’est dans le cadre de la Nouvelle Monadologie (1899) que ce qualificatif reçut toute sa profondeur doctrinale. La justice sociale est déclarée prioritaire mais sans jamais être découplée des moyens pratiques de la liberté. La visée de cette convergence entre exigence libérale et impératif social consiste à fournir aux non-propriétaires un équivalent en droit de ce que la propriété, selon John Locke, confère comme fondement à l’indépendance. Les trois préoccupations politiques majeures du XIXe siècle, à savoir : les conditions de la liberté individuelle, la « question sociale » et la constitution d’une république démocratique, se retrouvent ainsi nouées par une même réflexion,,,.

### Laïcité
En 1866, Jean Macé ayant créé la Ligue de l’Enseignement, dont le but principal était la promotion de l’idée d’une école laïque, obligatoire et gratuite dans l’objectif de rendre le savoir accessible pour tous, cette question de l’école a bénéficié du crédit de Renouvier, aux côtés d’autres hommes de valeur ayant porté une contribution à ce projet porteur d’avenir, comme Jules Ferry, Henri Brisson, Émile Littré, Paul-Amand Challemel-Lacour, tous francs-maçons, comme lui.

### Revues
En 1867, avec François Thomas Pillon, adepte de la doctrine criticiste réformée, il a fondé L'Année philosophique (1868 et 1869), dont la publication a été interrompue par la guerre de 1870. En 1872, Renouvier et Pillon transformèrent cette publication mensuelle en une revue hebdomadaire, La Critique philosophique, dont l'objet était de développer les principes de la philosophie critique, de la morale rationnelle et de la politique républicaine. Il fit, en outre, paraître en 1869 La Science de la morale, où il confirmait sa doctrine philosophique, déjà exposée dans les Essais de Critique générale.

## Publications
- Manuel de philosophie moderne (1842).
- Manuel de philosophie ancienne (1844, 2 vol.).
- Manuel républicain de l'homme et du citoyen (1 848 in-18).
- Essais de critique générale (1854-64, 4 vol.). I. Traité de logique générale et de logique formelle. II. Traité de psychologie rationnelle d'après les principes du criticisme.
- Uchronie. Utopie dans l'Histoire (1857, 2e édition revue et augmentée : 1876).
- Science de la morale (1869, 2 vol. in-8°).
- L'Année philosophique (1868 et 1869, 2 vol.)
- Petit traité de morale à l'usage des Écoles Primaires laïques (1882).Cet ouvrage a été traduit au Japon, dès 1889, sous la direction du démocrate Nakae Chômin sous le titre Dôtokuron (Sur la morale). Voir Eddy Dufourmont, Rousseau au Japon. Nakae Chômin et le républicanisme français (1874-1890), Presses Universitaires de Bordeaux, 2018.
- Esquisse d'une classification systématique des doctrines philosophiques (1885-86).
- Philosophie analytique de l'histoire (1896-97).
- Histoire et solution des problèmes métaphysiques, Paris, Félix Alcan, coll. «Bibliothèque de philosophie contemporaine» (1901).
- Victor Hugo : Le Poète (1893).
- Nouvelle Monadologie avec Louis Prat (1898).
- Victor Hugo : Le Philosophe (1900).
- Les Dilemmes de la métaphysique pure (1901).
- Le Personnalisme , suivi d'une étude Sur la perception externe et sur la force, Paris, Félix Alcan, coll. «Bibliothèque de philosophie contemporaine» (1903).
- Les derniers entretiens (1904).
- Critique de la doctrine de Kant, Paris, Félix Alcan, coll. «Bibliothèque de philosophie contemporaine» (1906).
- Correspondance avec Charles Secrétan (1910).
- Charles Renouvier, Le Peuple, l'église et la république, De 1850 à 1851, Paris, L'Harmattan, 2003. La philosophie en commun.
- Philosophie critique de la République, textes réunis et présentés par Marie-Claude Blais, Gallimard, 2022.

Traductions
- Psychologie de Hume (1878), en collaboration avec François Pillon.
- George Berkeley (trad. Charles Renouvier, notices sur la vie et l’œuvre de Berkeley par Georges Beaulavon), Les Principes de la connaissance humaine, Paris, Armand Colin, 1920, xii-111, 1 vol. ; in-8° (lire en ligne sur Gallica).

### Sources
- Angelo De Gubernatis, Dictionnaire international des écrivains du jour, 2 vol., Florence, L. Niccolai, 1891.
- Pierre Larousse, Grand Dictionnaire universel du XIXe siècle, 15 vol., 1863-1890
- Jean-François Bacot, « Renouvier ou la République des individus », Corpus, no 45 Renouvier : Philosophie politique,‎ 2003 (lire en ligne, consulté le 15 septembre 2020).